# ذاكرة قصيرة المدى مطولة
الذاكرة القصيرة المدى المطولة (بالإنجليزية: Long short-term memory)‏ (LSTM) هي تقنية ساهمت إسهامًا كبيرًا في تحسين تطوير الذكاء الاصطناعي.
تستخدم طرق الانتشار الخلفي عند تدريب الشبكات العصبية الاصطناعية، والتي يمكن تصويرها كمتسلق جبال يبحث عن أعمق واد في المنطقة. في حالة وجود عدة طبقات عميقة، يمكن أن يكون هذا قصيراً، تمامًا كما ينتهي الحال بمتسلق الجبال النسيان في أول أفضل واد على المنحدر ولا يمكنه العثور على قريته في واد عميق. تحل هذه الطريقة المشكلة باستخدام ثلاثة أنواع من البوابات لخلية LSTM لتحسين الذاكرة: بوابة إدخال وبوابة تذكر ونسيان وبوابة إخراج. تتيح LSTM على عكس الشبكات العصبية المتكررة التقليدية نوعًا من ذاكرة التجارب السابقة: ذاكرة قصيرة المدى تدوم لفترة طويلة (لأن السلوك الأساسي للشبكة يتم ترميزه في الأوزان).